# Furanocromone
Il furanocromone è un composto organico eterociclico, strutturalmente formato da un cromone e un furano condensati. Alcuni derivati chimici del furanocromone mostrano una forte interazione con il DNA. 
Furanocromoni possono essere prodotti in colture di calli di ammi visnaga o di pimpinella monoica.